# Ostslowakische Republik
Die Ostslowakische Republik (Východoslovenská republika), ebenfalls die Slowakische Volksrepublik (Slovenská ľudová republika) genannt, war ein kurzlebiges Staatsgebilde im Dezember 1918 im Osten der heutigen Slowakei. Die pro-ungarische Republik existierte vom 11. Dezember bis zum 29. Dezember 1918 mit Unterstützung der ungarischen Armee. Ende Dezember 1918 wurde das Gebiet durch die Armeeeinheiten der Tschechoslowakei besetzt und die Republik wurde aufgelöst.

## Geschichte
Die ersten separatistischen Tendenzen datieren aus den 1870er Jahren, als in der Ostslowakei Volksschullehrbücher in einem ostslowakischen Dialekt eingeführt wurden. 1907 gründete Dešöfi in Prešov (Ostslowakei) die Zeitschrift Naša zástava, wo zuerst die wissenschaftlich nicht nachgewiesene Hypothese auftauchte, Ostslowaken seien keine Slowaken, sondern ein eigener Stamm. Schließlich 1916 veröffentlichte Viktor Dvorčák (auch Viktor Dvorcsák) eine Schrift, in der er seine Konzeption über die sogenannten „Bulgaro-Slowjanen“ bzw. „Slowjaken“ vorstellte. Sie wären mehr mit Ungarn als mit Slowaken verwandt. Um diese Zeit zeigte die ungarische Regierung Interesse an separatistischen Tendenzen in der Slowakei, so dass das auch für die Slowakei vorgesehene Selbstbestimmungsrecht der Völker illusorisch würde und Ungarn die Slowakei behalten könnte.
Am 11. November 1918 gründete Dvorčák Východoslovenská národná rada (VsNR, Ostslowakischer Nationalrat), der ähnliche Ziele verfolgte: die Ostslowakei sollte Bestandteil von Ungarn bleiben, um die Gründung einer selbständigen Tschechoslowakei zu verhindern. Am 11. Dezember 1918 entsandte Ungarn neue Truppen in die Slowakei, gleichzeitig rief Dvorčák die Ostslowakische Republik unter der Schirmherrschaft der ungarischen Armee aus. Sie proklamierte die Unabhängigkeit von der Tschechoslowakei und enge Bindungen zu Ungarn.
Die Gründung dieser kleinen Republik erlangte keine internationale Unterstützung, selbst unter der Bevölkerung blieb sie weitgehend unbekannt. Um diese Zeit befanden sich Einheiten der tschechoslowakischen Armee im Rahmen des Ungarisch-Tschechoslowakischen Kriegs in der Slowakei, welche schließlich auch Ostslowakei besetzten; Košice, das Zentrum der Ostslowakischen Republik, wurde am 29. Dezember 1918 kampflos eingenommen. Bratislava wurde am 1. Januar 1919 eingenommen und dort eine von Prag abhängige Landesregierung installiert.
Der slowakische Historiker Ondrej Ficeri sieht eine Kontinuität zwischen der Ostslowakischen Republik und der im Juni 1919 entstandenen Slowakischen Räterepublik aus kulturhistorischen und geopolitischen Gründen. Nach seiner Ansicht versuchte die ungarische Regierung in beiden Fällen, das ostslowakische Gebiet als Sprungbrett für eine eventuelle Wiedervereinigung der Slowakei unter ungarischer Regie zu nutzen, da die Ostslowakei einerseits militärisch leicht zu besetzen war, andererseits war das slowakische Nationalbewusstsein bereits in der Doppelmonarchie schwächer ausgeprägt als in der West- und Mittelslowakei, was die Ungarn effektiv ausnutzten.